# Ротшильд, Джейкоб, 4-й барон Ротшильд
Ната́ниэль Чарльз Дже́йкоб Ро́тшильд, 4-й барон Ротшильд (англ. Nathaniel Charles Jacob Rothschild, 4th Baron Rothschild; 29 апреля 1936 — 26 февраля 2024) — британский инвестиционный банкир, представитель династии Ротшильдов, глава лондонской ветви Ротшильдов (1990—2024). Прапраправнук Натана Майера Ротшильда. Почётный президент Института исследования еврейской политики.

## Ранняя жизнь
Родился 29 апреля 1936 года в Беркшире, Англия. Единственный сын Виктора Ротшильда, 3-го барона Ротшильда (1910—1990), от его первой жены Барбары Джудит Ротшильд (урождённой Хатчинсон) (1911—1989). Его отец происходил из еврейской семьи, а мать перед браком приняла ортодоксальный иудаизм. Учился в Итонском колледже, затем в Крайст-Черче в Оксфорде, где получил первое в истории образование под руководством Хью Тревор-Ропера. У Ротшильда есть две родные сестры — Сара и Миранда и две сводные — Виктория и Эмма, известный экономист.

## Деловая карьера
С 1963 года Джейкоб Ротшильд работал в семейном банке N M Rothschild & Sons в Лондоне, прежде чем уйти в отставку в 1980 году из-за семейного спора. Председательство в банке перешло от его отца, который выбрал научную карьеру и потерял контроль над большинством голосующих акций, к его дальнему кузену сэру Ивлину Роберту де Ротшильду. Он продал свою миноритарную долю в банке, но получил независимый контроль над инвестиционным фондом Rothschild Investment Trust (ныне RIT Capital Partners plc), инвестиционным фондом, котирующимся на Лондонской фондовой бирже.
После ухода из банка в 1980 году Джейкоб Ротшильд вместе с сэром Марком Вайнбергом в 1991 году основал J. Rothschild Assurance Group (ныне St. James’s Place plc). В 1989 году он объединил усилия с сэром Джеймсом Голдсмитом и Керри Пакером в неудачной заявке на British American Tobacco.
Ротшильд был председателем RIT Capital Partners plc, одного из крупнейших инвестиционных фондов, котирующихся на Лондонской фондовой бирже, с чистой стоимостью активов около 2 миллиардов фунтов стерлингов. Он являлся председателем J Rothschild Capital Management, дочерней компании RIT Capital Partners plc. Он также сохранял много других венчурных и имущественных интересов.
С ноября 2003 года до выхода на пенсию в 2008 году был заместителем председателя BSkyB Television и до 2008 года был директором RHJ International. Он также был членом совета герцогства Корнуолл при принце Уэльском и членом Международного консультативного совета Blackstone Group.
Он был назначен командиром Королевского Викторианского ордена (CVO) в 2020 году за заслуги перед герцогством Корнуолл.

## Нефтяные интересы
В 2003 году сообщалось, что акции российского нефтяного промышленника Михаила Ходорковского в ЮКОСе перешли к нему по сделке, которую они заключили до ареста Ходорковского.
В ноябре 2010 года аффилированная с Ротшильдом организация приобрела 5 % акций Genie Energy, дочерней компании IDT Corporation, за 10 миллионов долларов. В 2013 году Израиль предоставил Genie Energy эксклюзивные права на разведку нефти и газа на участке площадью 153 квадратных мили на Голанских высотах.

## Личная жизнь
20 октября 1961 года Джейкоб Ротшильд женился на Серене Мэри Данн (28 апреля 1935 — 13 января 2019), внучке канадского финансиста сэра Джеймса Данна (1874—1956), и у них родилось четверо детей. Леди Ротшильд умерла в 2019 году. Их четверо детей:
- Ханна Мэри Ротшильд Брукфилд[англ.] (род. 22 мая 1962), с 1994 года была замужем за Уильямом Брукфилдом, затем развелась с ним. У них три дочери.
- Бет Матильда Ротшильд Томассини (род. 27 февраля 1964), с 1991 года замужем за Антонио Томассини, затем развелась с ним. У них трое детей.
- Эмили «Эмми» Магда Ротшильд Фриман-Эттвуд (род. 19 декабря 1967), с 25 июня 1998 года замужем за Джулианом Фрименом-Эттвудом. У них две дочери.
- Натаниэль Филипп Виктор Джеймс Ротшильд (род. 12 июля 1971)[20], с 13 ноября 1995 — по 1997 год был женат на Аннабель Нилсон; вторым браком (2016) женат на Лоретте Бейси.

Лорд Ротшильд арендовывал Спенсер-хаус в Лондоне.
Умер 26 февраля 2024 года в возрасте 87 лет.

## Филантропия
Джейкоб Ротшильд сыграл видную роль в благотворительности в Великобритании. Он был председателем попечителей Национальной галереи с 1985 по 1991 год, а с 1992 по 1998 год председателем Мемориального фонда национального наследия. С 1994 по 1998 год по приглашению премьер-министра он был председателем лотерейного фонда Heritage Lottery Fund, ответственным за распределение доходов от Национальной лотереи в сектор наследия, влиятельный пост, который курировал распределение грантов в размере 1,2 миллиарда фунтов стерлингов.
В прошлом он также был попечителем Государственного Эрмитажа Санкт-Петербурга (в отставке 2008); попечителем Управления музеев Катара (в отставке 2010); Председателем Притцкеровской премии в области архитектуры (2002—2004); председателем обоих Гильбертовских музеев. Фонд коллекций и Фонд развития Эрмитажа, Сомерсет-Хаус; попечитель и почётный член Института Курто, Сомерсет-хаус; и член, благотворитель и член комитетов посетителей Оксфордского музея Эшмола (вышел в отставку в 2008 году). В 2014 году он награждён медалью Фонд J. Paul Getty Trust «за выдающиеся достижения в области музеологии, искусствоведческих исследований, филантропии, консервации и науки о сохранении».

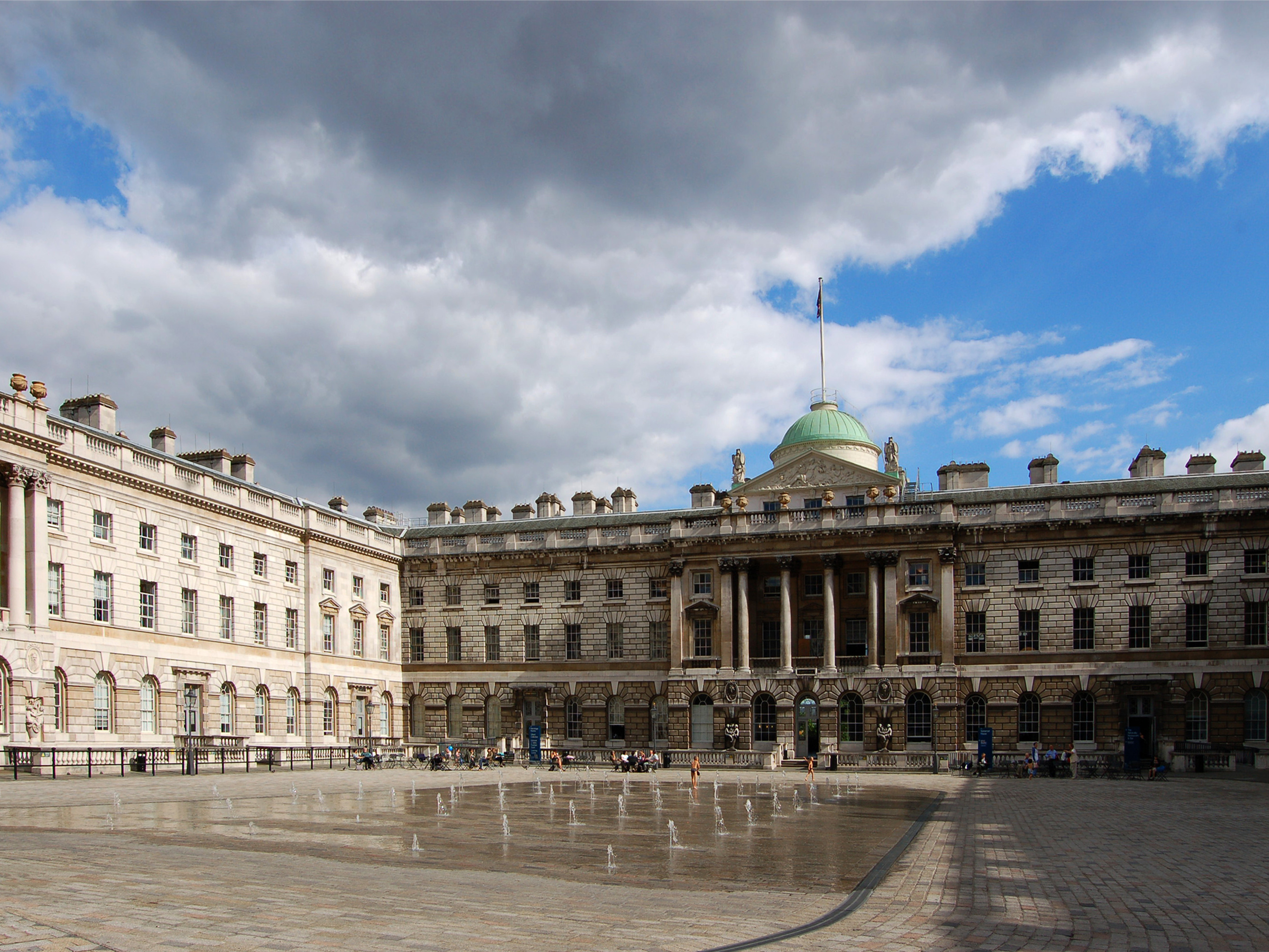
Центральный двор Сомерсет-хауса, Лондон

Он был особенно активен в проекте по восстановлению Сомерсет-Хауса в Лондоне, для которого он помог обеспечить коллекцию Гилберта и обеспечил долгосрочное будущее Института искусств Курто. В качестве частного проекта он провел реставрацию Спенсер-хауса, одного из лучших сохранившихся лондонских таунхаусов 18-го века, примыкающего к его собственным офисам.
В 1993 году он вместе с Джоном Сейнсбери, бароном Сейнсбери из Престона Кэндовера, основал Фонд Бутринта для записи и сохранения археологических раскопок Бутринта в Албании, недалеко от его дома отдыха на Корфу. Сегодня Якоб остается председателем Фонда Бутринта.
Джейкоб Ротшильд также следил за благотворительными интересами семьи Ротшильдов в Израиле и был председателем семейного фонда «Яд Ханадив», который передал Израилю здания Кнессета и Верховного суда в период с 1989 по 2018 год. Он также является президентом Фонда Ротшильда (Hanadiv) Europe , и покровителем и председателем попечительского совета Фонда Ротшильда . Кроме того, он является почетным президентом Института еврейских политических исследований.
Он был членом Совета по исследованиям в области искусств и гуманитарных наук, созданного британским правительством, является почетным членом Британской академии и попечителем Благотворительного фонда принца Уэльского.
В прошлом он был членом Главного почетного совета Великобритании (в отставке 2008); председателем Почетного комитета по искусству и СМИ (в отставке 2008); попечителем Фонда Эдмонда Дж. Сафры (в отставке 2010); и членом комитета премии Генри Дж. Крависа за творческую филантропию (в отставке 2010).

## Поместье Уоддесдон
В 1988 году он унаследовал от своей тети Дороти де Ротшильд поместья Уоддесдон и Эйтроп в Бакингемшире и начал тесную связь с поместьем Уоддесдон, домом и территорией, которые были построены бароном Фердинандом де Ротшильдом в 1880-х годах и завещаны Национальному фонду в 1957 году его двоюродным братом Джеймсом А. де Ротшильдом. Он был главным благотворителем восстановления поместья Уоддесдон через частный семейный благотворительный фонд и, в необычной договоренности, получил полномочия от Национального фонда управлять поместьем Уоддесдон как полунезависимой операцией. В подвалах поместья Уоддесдон хранится его личная коллекция из 15 000 бутылок вин Ротшильда, датируемых 1870 годом.
Открытый для публики, Уоддесдон привлек более 466 000 посетителей в 2018 году, с 157 000 посещений дома в 2015 году . Уоддесдон получил множество наград за последние 20 лет, в том числе награду Visit England в категории «Главная достопримечательность года» в 2017 году , награду «Музей года» и «Лучший объект национального фонда».
Он заказал 2015 RIBA Award winner Флинт-Хаус в поместье Waddesdon Manor в Бакингемшире, Великобритания. Ротшильд пожертвовал имущество Фонду Ротшильда, который управляет остальной частью имущества для Национального траста.
Поместье было местом посещения глав государств, включая президентов Рональда Рейгана и Билла Клинтона. Маргарет Тэтчер приняла президента Франции Франсуа Миттерана на саммите в 1990 году. В 2002 году здесь состоялась конференция Европейского экономического круглого стола, организованная Уорреном Баффетом и в которой приняли участие Джеймс Вулфенсон, бывший президент Всемирного банка, и Арнольд Шварценеггер.

## Награды и звания

### В Великобритании
- Кавалер Ордена «За заслуги» (OM) — 2002[41].
- Кавалер Большого креста ордена Британской империи (GBE) — новогодняя награда 1998 года «за заслуги перед искусством и наследием»[42].
- Командор Королевского Викторианского ордена (CVO) — новогодние почести 2020 года, «за заслуги перед Советом принца, герцогство Корнуолл»[43]
- Медаль принца Уэльского за благотворительность 2013
- Награждён почётными степенями университетов Оксфорда, Лондона, Эксетера, Кила, Ньюкасла и Уорика
- Почётный член Британской академии (Hon FBA) — 1998[44]
- Старший научный сотрудник Королевского колледжа искусств (FRCA) — 1992[45]
- Почётный член Королевского колледжа Лондона (Hon FKC) — 2002[46]
- «Аполлон года» — 2002
- Почётный президент Института еврейской политики — 2002
- Премия Монблан — 2004
- Медаль Трехсотлетия Санкт-Петербурга — 2005
- Почётный студент Крайст-Черч, Оксфорд — март 2006

### В США
- Премия Адриана от Всемирного фонда памятников — 1995
- Классическая Америка — премия Артура Росса 1998
- Премия Iris Foundation — the BARD Institute 1999
- Премия «Золотая тарелка» Американской академии достижений 2000[47]
- Столетняя медаль Американской академии в Риме — 2002
- Международный комитет Кеннеди за достижения в области искусства 2006
- Royal Oak Foundation «Timeless Design Award» — 2009
- Медаль Дж. Пола Гетти — 2014

### В Континентальной Европе
- Командор ордена Генриха Мореплавателя (1985) — Португалия[48]
- Почетная медаль Europa Nostra в Брюсселе — 2003
- Свобода города Саранда — Албания 2003
- Лауреат ежегодной премии попечителей библиотеки Геннадия 2010
- Орден национального флага — Албания 2014[49]

### В Израиле
- Премия сэра Уинстона Черчилля (2004)
- Премия Вейцмана (50-летие Государства Израиль)
- Почётная степень Еврейского университета в Иерусалиме
- Почётные стипендии города Иерусалима и Музея Израиля, премия Еврейского совета Содружества.